# Semaine de la mode de Paris
Pour un article plus général, voir Semaine de la mode.

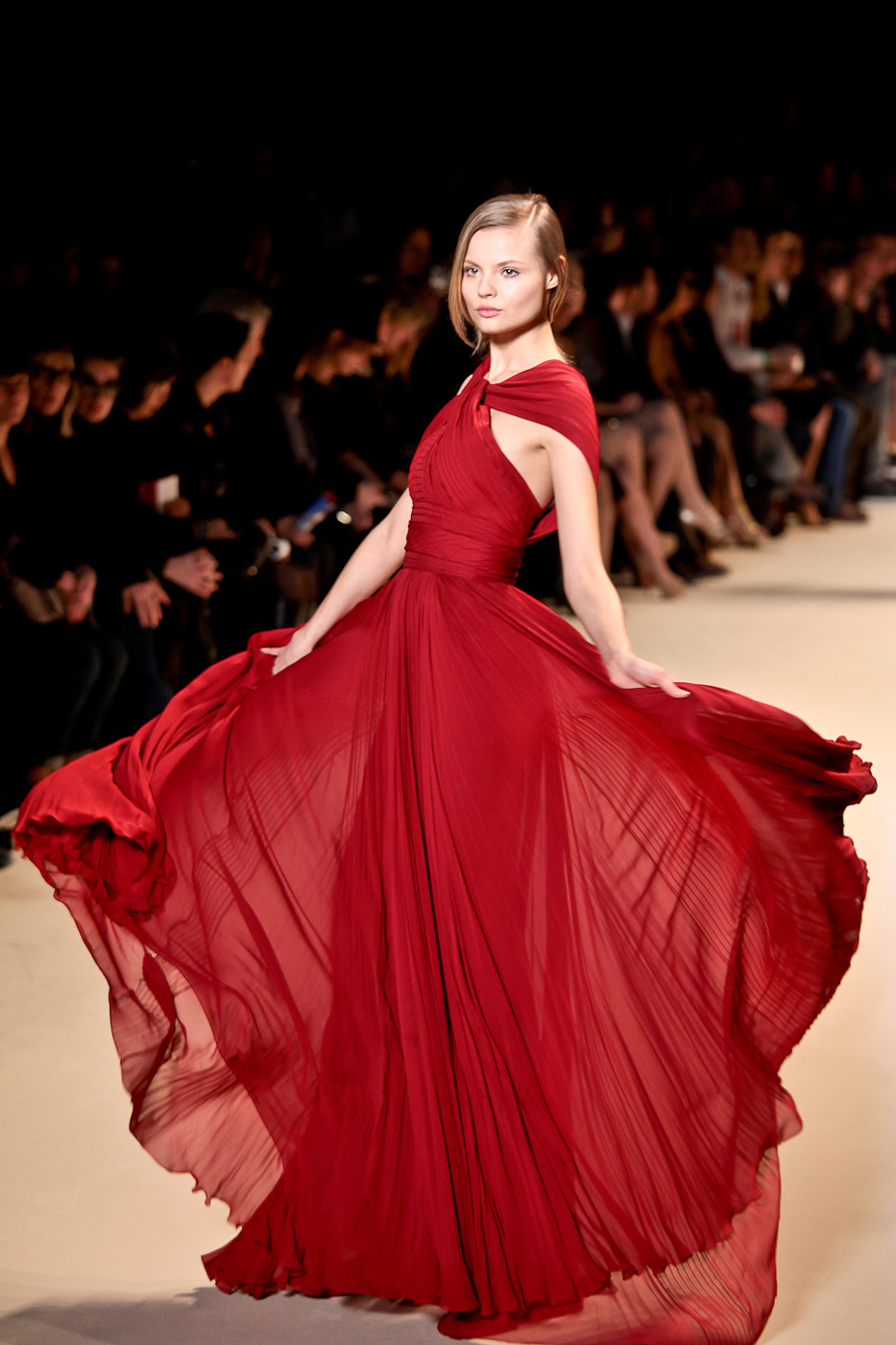
Magdalena Frackowiak en 2011

La Semaine de la mode de Paris (aussi appelée Paris Fashion Week ou Fashion week de Paris) est une semaine de défilés, qui, sous sa forme actuelle, a lieu tous les six mois, depuis 1973, à Paris, avec des événements consacrés à la haute couture, d'autres consacrés au prêt-à-porter ou à la mode masculine, plusieurs fois par an pour les collections « printemps-été » ou « automne-hiver » des créateurs. Si des défilés de prêt-à-porter sont organisés dans plusieurs villes du monde durant l'année, la haute couture n'est présente qu'à Paris.

## Présentation
La première semaine de la mode en France remonte à 1973 , la FHCM (Fédération de la haute couture et de la mode) l’organisait au palais de Versailles. 
La Semaine de la mode de Paris concernant la haute couture est la plus importante, des quatre plus grandes semaines de défilés internationales,,,,,, historiques par leur ancienneté, les autres étant la Semaine de la Mode de Londres, la Semaine de la Mode de Milan ainsi que la Semaine de la Mode de New York. Le programme s'ouvre à New York, puis viennent Londres, Milan, et enfin Paris. Ces quatre semaines sont souvent appelées les « Big Four » (en français : « les quatre grands ») par les médias anglo-saxons,. 
À Paris, les plus grandes marques de mode présentent jusqu'à six collections par an : haute couture et / ou prêt-à-porter et / ou mode masculine, printemps-été et automne-hiver. Il y a donc plusieurs « Semaines » dans l'année, principalement deux réservées à la Haute couture (janvier et juillet), deux à la mode Masculine (janvier et juin) et deux autres au prêt-à-porter (mars et septembre), dont les dates sont déterminées par la Fédération française de la couture. Selon qu’il s’agit de haute couture ou de prêt-à-porter, les semaines françaises ne se ressemblent pas. Ainsi, dans un magazine féminin en 2014, une cliente habituée des défilés explique : « Il n'y a qu'à voir la différence entre la semaine de la haute couture et celle du prêt-à-porter. Un cirque ! C'est le bal des blogueurs, des actrices, des VIP en tout genre… Dans la haute couture, la star, c'est la cliente. Pour une simple raison : elle est là pour acheter, pas pour faire le show ! »
À l'origine, au début du XXe siècle, l'habitude de présenter les collections de haute couture deux fois dans l'année est établie ; après la Première Guerre mondiale, ces défilés deviennent des événements importants, largement relayés par la presse. Par la suite, Paris conserve l'exclusivité de la haute couture ; cette particularité se voit renforcée par une réglementation, dès la fin de la Seconde Guerre mondiale car c'est alors « une industrie vitale pour le pays ».
La Semaine de la mode de Paris peut, comme pour la semaine du prêt à porter au mois de mars, voir défiler jusqu'à une centaine de marques. Le coût unitaire d'un défilé peut aller de quelques dizaines à plusieurs centaines de milliers d'euros,.
Du fait de leur notoriété mondiale, plusieurs maisons internationales (comme l'italienne Miu Miu ou l'anglaise Stella McCartney) font le choix de défiler à Paris pour leur prêt-à-porter ; c'était également le cas de plusieurs stylistes japonais dans les années 1970 à 1980 ou une jeune génération de belges quelques années plus tard. Jusqu'en 2010, La Semaine de la mode à Paris s'est déroulée au Carrousel du Louvre. Cette habitude datait des débuts où, après avoir planté des tentes proche du Forum des Halles, la Chambre syndicale de la haute couture, la Fédération française de la couture et les pouvoirs publics sur l'impulsion de Jack Lang et surtout Jacques Mouclier s'accordent pour que les défilés aient lieu aux Tuileries, proche de la cour Carrée du Louvre en 1982. Au milieu des années 1980, durant laquelle la mode est omniprésente, la Semaine de la mode à Paris devient une grande « messe médiatique », incontournable et largement relayée par les médias, où les « jeunes créateurs » alternent avec les monstres sacrés de la haute couture : « Pendant près de dix jours, la capitale sidère, avec des défilés dingues à 20 millions d'euros, ou d'autres, de créateurs émergents, réalisés avec des bouts de ficelle dans un appartement. Paris est emporté par une bourrasque de folie, d'excitation, d'amusement […] ambiance joyeuse et glamour, avec des rédactrices allumées, gentiment capricieuses […] » décrit Loïc Prigent.